# Urzeala tronurilor (sezonul 5)
Urzeala tronurilor este un serial de televiziune de fantezie medievală produs de HBO pe baza scrierilor lui George R. R. Martin cu același nume.

## Episoade
| Nr. în serial | Nr. în sezon | Titlu                                                         | Regizat de       | Scris de                    | Data difuzării  | SUA telespectatori (milioane) |
| ------------- | ------------ | ------------------------------------------------------------- | ---------------- | --------------------------- | --------------- | ----------------------------- |
| 41            | 1            | „Următoarele războaie” „The Wars to Come”                     | Michael Slovis   | David Benioff & D. B. Weiss | 12 aprilie 2015 | 8,00                          |
| 42            | 2            | „Casa în alb și negru” „The House of Black and White”         | Michael Slovis   | David Benioff & D. B. Weiss | 19 aprilie 2015 | 6,81                          |
| 43            | 3            | „Înalta Vrabie” „High Sparrow”                                | Mark Mylod       | David Benioff & D. B. Weiss | 26 aprilie 2015 | 6,71                          |
| 44            | 4            | „Fiii Harpiei” „Sons of the Harpy”                            | Mark Mylod       | Dave Hill                   | 3 mai 2015      | 6,82                          |
| 45            | 5            | „Omoară-l pe băiat” „Kill the Boy”                            | Jeremy Podeswa   | Bryan Cogman                | 10 mai 2015     | 6,56                          |
| 46            | 6            | „Neplecat, Neînfrânt, Nesfărâmat” „Unbowed, Unbent, Unbroken” | Jeremy Podeswa   | Bryan Cogman                | 17 mai 2015     | 6,24                          |
| 47            | 7            | „Darul” „The Gift”                                            | Miguel Sapochnik | David Benioff & D. B. Weiss | 24 mai 2015     | 5,40                          |
| 48            | 8            | „Sălașul Aspru” „Hardhome”                                    | Miguel Sapochnik | David Benioff & D. B. Weiss | 31 mai 2015     | 7,01                          |
| 49            | 9            | „Dansul Dragonilor” „The Dance of Dragons”                    | David Nutter     | David Benioff & D. B. Weiss | 7 iunie 2015    | 7,14                          |
| 50            | 10           | „Îndurarea Mamei” „Mother's Mercy”                            | David Nutter     | David Benioff & D. B. Weiss | 14 iunie 2015   | 8,11                          |